# Bisfenol A
El bisfenol A, usualmente abreviado como BPA (Bis-Phenol A), es un compuesto orgánico con dos grupos funcionales fenol. Es un bloque (monómero) difuncional de muchos importantes plásticos y aditivos plásticos. Por su capacidad de unirse a los receptores de estrógenos (hormona segregada por el ovario y que induce la aparición de los caracteres sexuales femeninos, como el desarrollo de las mamas o el desarrollo de la primera menstruación) se le conoce como un potencial disruptor endocrino.
Es sospechoso de ser dañino para los humanos desde la década de 1930. Después de que varios gobiernos emitieran informes cuestionando su seguridad muchos medios de comunicación resaltaron los riesgos del uso de bisfenol A en productos de consumo, lo cual tuvo como consecuencia que algunas cadenas de venta retiraran los productos que contenían este compuesto. Un informe elaborado en 2010 por la FDA (Administración de Alimentos y Fármacos) de Estados Unidos despertó una mayor conciencia con respecto a la exposición de fetos, bebés y niños pequeños.

## Síntesis
El bisfenol A fue sintetizado por primera vez por el químico ruso Alexander Dianin en 1891.
Se prepara mediante la condensación de la acetona (de ahí la A) con dos equivalentes de fenol. La reacción es catalizada por un ácido, como el ácido clorhídrico (HCl), o una resina de poliestireno sulfonado. Normalmente se usa una gran cantidad de fenol para asegurar su completa condensación:
Un gran número de cetonas sufren reacciones análogas de condensación. Este método es eficiente y el único producto derivado es agua.

## Usos
El bisfenol A se emplea principalmente en la fabricación de plásticos. Desde hace más de cincuenta años hay en el mercado productos que contienen bisfenol A. Es un monómero clave en la producción de resina epoxi y en la forma más común de policarbonato de plástico. El policarbonato de plástico, que es transparente y casi inastillable, se usa para fabricar una gran variedad de productos comunes, incluyendo biberones y botellas de agua, equipamiento deportivo, dispositivos médicos y dentales, composites dentales y sellantes, lentes orgánicas, CD y DVD, y electrodomésticos varios. También se usa en la síntesis de polisulfonas, cetonas de poliéter, como antioxidante en algunos plastificantes y como un inhibidor de polimerización en el PVC. Las resinas epoxi que contienen bisfenol A se usan como recubrimiento en casi todas las latas de comidas y bebidas, sin embargo, debido a problemas de salud, en Japón el recubrimiento de epoxi fue remplazado por un filme de poliéster. BPA es también precursor de un pirorretardante, tetrabromobisfenol A, y se usa como fungicida. Además, BPA es un revelador de color para papel térmico y en papel NCR. Productos basados en BPA se usan en moldes de fundición y como recubrimiento para tuberías de agua.

Estructura química unitaria de policarbonato hecho de Bisfenol-A

Se calcula que la producción mundial de bisfenol A en 2003 fue de más de dos millones de toneladas. En Estados Unidos, es fabricado por Bayer MaterialScience (División de Bayer), Dow Chemical Company, GE Plastics, Hexion Speciality Chemicals y Sunoco Chemicals. En 2004, estas compañías produjeron más de un millón de toneladas de bisfenol A, comparado con apenas 7260 tn en 1991. En 2003, el consumo anual de EE. UU. fue de 856 mil toneladas, de las cuales el 72 % se usó para plástico de policarbonato y un 21 % para resinas epoxi. Menos de un 5 % de todo lo producido se usa en aplicaciones de contacto con alimentos.
Se está usando con más frecuencia en rollos de papel para impresión de "tickets de compra" en la elaboración del llamado papel térmico para la impresión que se borra en un corto tiempo pero resulta perjudicial para la salud durante el manipuleo de dicho papel, la piel absorve el bisfenol, en el año 2014 se prohibió su uso en Francia, en España estará prohibido a partir del año 2020.

## Identificación en los plásticos

Los plásticos con la numeración del 1 al 6 no contienen Bisfenol-A.

Algunos plásticos tipo 7 pueden contener Bisfenol-A.

Existen 7 tipos de plástico usados en embalaje. El tipo 7 contiene todos los "otros", y algunos de éstos, como el policarbonato (algunas veces identificado con las letras 'PC' al lado del símbolo de reciclaje) y resinas epoxi, están hechos  con el monómero bisfenol A.

### Plásticos tipo 1, 2, 3, 4 y 5
Los plásticos de los tipos 1 (PET), 2 (HDPE), 3 (PVC), 4 (LDPE) y 5 (Polipropileno) no usan bisfenol A durante su polimerización o formación del embalaje.

### Plásticos tipo 7
El ABS (acrilonitrilo butadieno estireno) es un plástico duro empleado en tuberías, defensas de automóviles y juguetes. Su producción emplea butadieno y estireno además de acrilonitrilo, un producto altamente tóxico. Dada su complejísima composición química, el ABS es extremadamente difícil de reciclar.
Los discos compactos y garrafones de agua de 19 litros normalmente están hechos de policarbonato (PC). El PC no requiere aditivos, pero en su producción se emplean fosgeno y solventes como cloroetano y clorobenceno, además de bisfenol A. Actualmente se exploran procesos para producir el PC sin dichos compuestos. Se han diseñado algunos procesos de recuperación del PC para la fabricación de productos de menor calidad.

### Plásticos tipo 6
Poliestireno (PS). En forma expandida, el EPS se utiliza para envases y embalajes, y es una espuma plástica (más conocida por las marcas "Styrofoam" o "Porexpan"). Incluye tazas para bebidas calientes, envases tipo concha de almeja para comidas rápidas, cartones para huevos y bandejas para carnes. El PS representa aproximadamente el 11 % de todos los plásticos. En su composición no entra a formar parte el BPA. El compuesto empleado para su expansión es el n-pentano, el cual es sustituido durante el proceso por aire.

## Vías de exposición para humanos
Debido a que el uso mayoritario del BPA es para la producción de policarbonato y resinas epoxis y que estos materiales son usados para la fabricación de envases de alimentos y bebidas existe una vía de exposición al BPA para los humanos a través de la ingesta de alimentos así envasados. En la Unión Europea, desde 2011 existe una regulación en la producción de envases alimenticios que establece un máximo 0.6 mg de BPA por kg que puede migrar a los alimentos y prohíbe su uso en productos de alimentación infantil y juguetes.
Etapas tempranas del desarrollo son las más sensibles a este tipo de contaminantes con capacidad de disrupción endocrina y a pesar de las regulaciones existentes para proteger a la población infantil se ha reportado en primates que puede existir un traspaso del BPA durante la gestación o la lactancia.
Otras vías de exposición, como a través de papel térmico, se consideran despreciable comparadas con los otros mecanismos mayoritarios.

## Toxicidad
El bisfenol A es un disruptor endocrino. Es capaz de causar desequilibrios en el sistema hormonal a concentraciones muy bajas con posibles repercusiones sobre la salud.  Sus efectos tóxicos se deben al consumo de alimentos que han sido contaminados por contacto con materiales que contienen esta sustancia, tales como envases, latas o recipientes de muy diversa clase. La amplia distribución de productos con bisfenol A, especialmente en los países desarrollados, provoca una exposición continua de la población, afectando a todas las edades (desde fetos a ancianos).  La presencia continua de este disruptor en el organismo se ha relacionado con un mayor riesgo de padecer diversos trastornos orgánicos.

### Efectos tóxicos
Se han asociado numerosas alteraciones causadas por bisfenol A en los seres vivos, basadas en una desregulación del sistema endocrino y la producción de hormonas correspondiente:

#### Efectos sobre el sistema reproductor masculino
Numerosos trabajos hacen referencia a una alteración de la espermatogénesis que condiciona un descenso en los niveles de esperma, de la testosterona y en general, de la fertilidad masculina. Además, otros estudios sugieren un cambio en la conducta sexual.

#### Efectos sobre el sistema reproductor femenino
En mujeres se producen cambios en la maduración de los ovocitos, disminuyendo su número y calidad. También existe un estudio que relaciona la exposición a bisfenol A con efectos negativos sobre el endometrio, aparición de ovarios poliquísticos, abortos y partos prematuros. Por otra parte, en animales hay evidencias de quistes ováricos, endometriosis, pubertad temprana y afectación del eje hipotálamo-hipófisis-gonadal. El bisfenol A puede modificar la actividad de los esteroides maternos en los embriones de animales vertebrados.

#### Efectos sobre el cerebro y el comportamiento
Diversos ensayos en animales han confirmado el efecto del bisfenol A sobre la diferenciación de las neuronas, alteración de los sistemas mediados por glutamina y dopamina y cambios en la expresión de receptores estrogénicos. También se le ha relacionado con posibles cambios en la conducta materna (menor atención hacia las crías), ansiedad, reducción de la conducta exploratoria y una feminización de los machos. En humanos se han podido establecer cambios que incluyen hiperactividad, aumento de la agresividad, aumento a la susceptibilidad de sustancias adictógenas y problemas tanto en el aprendizaje como en la memoria.

#### Efectos sobre el metabolismo y el sistema cardiovascular
Se han establecido asociaciones de una mayor concentración de bisfenol A con casos de diversas enfermedades cardíacas e hipertensión. Además, la exposición al bisfenol A conlleva un aumento de los lípidos en sangre, un aumento del peso y un incremento de la lipogénesis. También puede incidir en la aparición de la diabetes mellitus de tipo II al aumentar la resistencia a la insulina y el número de células adiposas.

#### Efectos sobre el tiroides
Algunos estudios realizados en animales concluyen que el bisfenol A es capaz de afectar a la función tiroidea, al comportarse como antagonista de la hormona tiroidea. En anfibios, este efecto se traduce en una inhibición de su metamorfosis. La afectación de la tiroides también afecta a los roedores. En el caso de los humanos, no se han realizado suficientes estudios que permitan extraer resultados concluyentes.

#### Efectos sobre el sistema inmunitario
Se ha demostrado en animales de experimentación una inducción de linfocitos T y un aumento de la producción de citoquinas, favoreciéndose así los procesos alérgicos.

#### Efectos sobre el intestino
Posible inflamación y alteración de la permeabilidad intestinal en animales.

#### Efectos carcinogénicos
Cuando el bisfenol A se metaboliza por hidroxilación y posterior oxidación, forma una ortoquinona que puede establecer enlaces covalentes con el ADN y desarrollar efectos mutagénicos y teratogénicos. Los efectos mutagénicos podrían ser los iniciadores de varios procesos carcinogénicos asociados al bisfenol A:
- Cáncer de próstata

La actividad estrogénica de la sustancia puede derivar en un aumento del tamaño prostático y en una disminución del tamaño del epidídimo.
- Cáncer de mama

Se ha detectado una mayor susceptibilidad mutagénica y carcinogénica a nivel de las células mamarias en las mujeres debido a la estimulación estrogénica del desarrollo y división de las glándulas mamarias.

### Controversia
Es necesario recalcar que pese a los efectos tóxicos citados anteriormente, esto no se debe tomar como algo absoluto. El número de ensayos experimentales realizados en seres humanos no es significativo[cita requerida]. Aunque contamos con una gran cantidad de literatura científica sobre ensayos en animales, la complejidad de extrapolar estos resultados a los seres humanos impide conocer los efectos del bisfenol A sobre los mismos.
Por otra parte, como cualquier otro disruptor endocrino, esta sustancia puede tener efectos tóxicos en pequeñas concentraciones en nuestro organismo, aún encontrándose muy por debajo de los límites tolerables de exposición fijados por los organismos competentes. La industria respalda el uso de esta sustancia apoyándose en la falta de pruebas en humanos.  No obstante, no reconoce los numerosos estudios llevados a cabo en animales que ponen de manifiesto la peligrosidad de esta sustancia y que deberían tenerse en cuenta.
En la actualidad, la EFSA mantiene que el bisfenol A no es seguro para el uso humano ante los numerosos estudios en animales que parecen demostrar los riesgos, este organismo está llevando a cabo una revaluación de su estimación sobre el nivel de riesgo del bisfenol A.  Esta nueva evaluación se está realizando en dos etapas: en la primera se tiene en cuenta la exposición a esta sustancia y en la segunda, los aspectos que atañen a la salud humana. Los resultados no se conocerán hasta el año 2014.

## Respuesta gubernamental e industrial
Desde el Gobierno tanto español como el japonés y otros organismos regulados internacionalmente, así como empresas dedicadas al sector del plástico como PlasticsEurope, opinan que las cantidades de Bisfenol A que se encuentran en los plásticos es tan mínima que apenas puede considerarse [cita requerida]. Sin embargo, los estudios realizados por distintos grupos de investigación concluyen que lo importante no es la cantidad de Bisfenol A sino el plazo de acción de este componente en nuestro día a día; aunque los niveles sean mínimos, el Bisfenol A llega a interferir en las funciones endocrinas.  (Francisco Cimadevila, Sobre los efectos del Bisfenol A, El Mundo, 24/09/2009, sección: cartas al director.)[cita requerida]
En países como Canadá, donde se publica una gran mayoría de artículos al respecto, se ha dado a conocer el tema a la población y, desde el propio gobierno, se prohibió inmediatamente su uso y se buscó una solución al problema que planteaban. Ante la imposibilidad de utilizar otro tipo de biberones (pues en el momento en el que fueron publicados los artículos y fueron dadas las conferencias no existían en el mercado), se difundió entre la población la idea de que no se calentaran en el microondas, ni se utilizaran con líquidos calientes, que es cuando se liberan los tóxicos que más tarde afectan el funcionamiento normal del sistema hormonal.[cita requerida]
El 1 de junio de 2011, la Unión Europea prohibió la venta de biberones de plástico que lleven el componente Bisfenol A por sus posibles efectos perjudiciales para la salud. De esta forma, Europa se suma la lista de países que ya han legislado sobre el tema, como Canadá –el primero en calificar al BPA como sustancia tóxica–, y algunos estados y ciudades de EE. UU.. Perú también se une en noviembre de 2012 a la no comercialización bajo ninguna circunstancia de producto con Bisfenol-A, Argentina adoptó en marzo de 2012 la medida de prohibir la fabricación, importación y comercialización de mamaderas que contengan Bisfenol A debido a que esta sustancia puede causar efectos tóxicos en los lactantes.
En Colombia el Ministerio de Salud y Protección Social prohibió el uso de la sustancia Bisfenol A según la resolución 4143 del 7 de diciembre de 2012. La prohibición entró en vigencia el 12 de junio de 2013 y aplica solo en caso de que el material plástico que contenga Bisfenol A entre en contacto con alimentos y bebidas de consumo humano.
En México no se tiene ningún pronunciamiento al respecto por lo que no existe ninguna regulación al uso del BPA.